# Onthophagus masahiroi
Onthophagus masahiroi là một loài bọ cánh cứng trong họ Bọ hung (Scarabaeidae).